# Кевин Чавез
Кевин Алехандро Чавез Банда (шп. Kevin Alejandro Chávez Banda; Мексико Сити, 9. јул 1991) некадашњи је мексички, а од 2016. аустралијски елитни скакач у воду. Његова специјалност су појединачни и синхронизовани скокови са даске са висина од једног и три метра.

## Каријера
Чавез је међународну такмичарску каријеру започео током 2011. године када је по први пут учестовао и на светском првенству које је те године одржано у кинеском Шангају. Две године касније у Барселони 2013. остварио је и највећи успех на светским првенствима освојивши бронзану медаљу у појединачним скоковима са даске са једног метра висине. У Барселони је Чавез доживео озбиљнију повреду колена због које је најавио и прекид каријере. Током операције и рехабилитације која је уследила у Аустралији контактирали су га челници Аустралијске скакачке федерације понудивши му опцију да наступа за ту земљу.
Године 2016. Чавез је променио спортско држављанство, те је као репрезентативац Аустралије наступио на Олимпијским играма у Рију. У Рију се Чавез такмичио у појединачним скоковима са даске (3 метра),где је у квалификацијама заузео 26. место и није се пласирао у финале. 
Учестовао је и на светским првенствима у Будимпешти 2017. и Квангџуу 2019. године.